# Ampelocissus sarcocephala
Ampelocissus sarcocephala är en vinväxtart som först beskrevs av Georg August Schweinfurth och Jules Émile Planchon, och fick sitt nu gällande namn av Jules Émile Planchon. Ampelocissus sarcocephala ingår i släktet Ampelocissus och familjen vinväxter. Inga underarter finns listade i Catalogue of Life.